# Çorluspor
Çorluspor ist ein türkischer Fußballverein aus Çorlu. Der Verein spielt aktuell in der Tekirdağ Süper Amatör Lig, war in früheren Zeiten jedoch lange Jahre in höheren türkischen Spielklassen vertreten.

## Geschichte
Çorluspor wurde im Jahre 1947 als Doğanspor gegründet. Bei der Gründung waren die Vereinsfarben Schwarz-Weiß. Im Jahre 1961 wurde aus Doğanspor, Çorluspor und im gleichen Zuge wurden die Vereinsfarben zu Rot-Gelb geändert.
Der Verein war ab der Gründung 38 Jahre lang in der Amateurliga vertreten. In der Saison 1985/86 erreichte Çorluspor letztendlich den Aufstieg in die dritte türkische Liga. Direkt nach dem Aufstieg gelang Çorluspor die Meisterschaft in der dritten Liga und somit auch der Aufstieg in die zweite Liga.
Nach der Spielzeit 1988/89 stieg die Mannschaft wieder in die dritte Liga ab, wo sie vier Jahre später, zur Spielzeit 1992/93 wieder den Aufstieg in die zweite Liga erreichten. Nach 3 erfolglosen Spielzeiten in der zweiten Liga stieg der Verein zur Saison 1996/97 wieder in die dritte Liga ab. Die Spielzeit 1996/97 beendete der Verein mit 52 Punkten auf dem siebten Platz. Die darauffolgende Saison schaffte es der Verein nochmals in die zweite Liga aufzusteigen und dort den Klassenerhalt bis zur Spielzeit 2000/01 zu sichern. Nachdem der Verein in die dritte Liga abgestiegen war, konnte er keine Erfolge mehr erreichen und stieg bis in die Tekirdag Süper Amatör Lig ab, in der sie weiterhin vertreten sind.

## Erfolge
Meister der TFF 2. Lig
1985/86, 1992/93, 1997/98, 2002/03

## Bekannte ehemalige Spieler
- Cenk Cömert

## Bekannte ehemalige Trainer
- Müjdat Yetkiner (August 1998 – September 1998)
- Aydın Güleş (Januar 2002 – Mai 2002)